# Granada, Cundinamarca
Granada là một khu tự quản thuộc tỉnh Cundinamarca, Colombia. Thủ phủ của khu tự quản Granada đóng tại Granada Khu tự quản Granada có diện tích ki lô mét vuông. Đến thời điểm ngày 28 tháng 5 năm 2005, khu tự quản Granada có dân số người.